# Hilaire Couvreur
Hilaire Couvreur (* 22. September 1924 in Sint-Andries (Provinz Westflandern); † 17. Februar 1998 in Kortrijk) war ein belgischer Radrennfahrer.

## Sportliche Laufbahn
Couvreur war im Straßenradsport aktiv. Ab 1947 startete er als Unabhängiger. Von 1954 bis 1962 war er als Berufsfahrer aktiv. 1947 gewann er Etappen in der Limburg-Rundfahrt und in der Belgien-Rundfahrt für Unabhängige. In der nationalen Meisterschaft der Unabhängigen wurde er Dritter.
1959 siegte er in der Algerien-Rundfahrt vor Roger Dequenne. 1951 holte er einen Etappensieg in der Belgien-Rundfahrt. Die Elfstedenronde gewann er 1952 und 1954. 1953 gelang ihm der Gesamtsieg in der Marokko-Rundfahrt mit einem Etappensieg. Mit dem Sieg auf der 12. Etappe des Giro d’Italia 1953 hatte er seinen bedeutendsten sportlichen Erfolg. 1957 holte er einen Tageserfolg in der Katalonien-Rundfahrt, 1958 gewann er das Etappenrennen Volta a la Comunitat Valenciana, in der er 1959 eine Etappe gewann. 1961 gewann er die Bergwertung der Tour de Suisse.
Zweite Plätze holte Couvreur in der Tour d’Europe 1954 hinter Primo Volpi und in der Tour de Suisse 1961 hinter Attilio Moresi. Dritter wurde er im Rennen Gent–Wevelgem 1948, im Rennen Driedaagse van West-Vlaanderen 1954 und bei Rom–Neapel–Rom 1961. Couvreur bestritt alle Grand Tours.

## Grand-Tour-Platzierungen
| Grand Tour            | 1950 | 1951 | 1952 | 1952 | 1954 | 1955 | 1956 | 1957 | 1958 | 1959 | 1960 | 1961 | 1962 |
| --------------------- | ---- | ---- | ---- | ---- | ---- | ---- | ---- | ---- | ---- | ---- | ---- | ---- | ---- |
| Vuelta a EspañaVuelta | –    | –    | –    | –    | –    | –    | 16   | DNF  | 4    | 7    | –    | –    | –    |
| Giro d’ItaliaGiro     | –    | –    | –    | –    | 30   | –    | –    | 47   | –    | 13   | 17   | 24   | –    |
| Tour de FranceTour    | DNF  | 42   | 28   | –    | –    | DNF  | –    | –    | –    | –    | –    | –    | 74   |